# Грузия и НАТО
Начало отношениям между НАТО и Грузией было положено в 1992 году, когда получившая самостоятельность Грузия вступила в Совет североатлантического сотрудничества (переименованный в 1997 году в Совет евроатлантического партнёрства). С присоединением Грузии к программе «Партнёрство ради мира» (1994), и к программе «Процесс планирования и анализа» (1999) это сотрудничество углубилось и расширилось.
После революции 2003 года Грузия стала стремиться к укреплению связей с НАТО, с перспективой вступления в эту организацию. Это стремление было поддержано в апреле 2008 года на саммите НАТО в Бухаресте. В сентябре 2008 года приступила к работе Комиссия НАТО-Грузия (КНГ), призванная руководить процессом, начало которому было положено в Бухаресте.
Проблемой в отношениях между НАТО и Грузией является присутствие российских войск на территории Абхазии и Южной Осетии, самостоятельность которых Россия признала в августе 2008 года после войны в Грузии.

## Предыстория отношений
После распада Советского Союза Грузия получила самостоятельность, которая была омрачена межэтническими конфликтами и вооружённой борьбой за власть и влияние между соперничающими политическими силами. Уже осенью 1991 года вспыхнули масштабные кровопролитные столкновения в Южной Осетии, провозгласившей самостоятельность. Летом 1992 года начались вооружённые столкновения в Абхазии. Конфликт привёл к почти полному опустошению обширных районов и массовому перемещению населения. В результате боевых действий сотни тысяч гражданских лиц, в основном грузин, были вынуждены покинуть свои дома. 14 мая 1994 года в Москве было подписано Соглашение о прекращении огня и разъединении сил. Стороны договорились о развёртывании на территории Абхазии миротворческих сил СНГ (фактически российских подразделений). В Южной Осетии безопасность были призваны поддерживать Смешанные силы по поддержанию мира, созданные в соответствии с Дагомысскими соглашениями 1992 г. между Россией и Грузией.
При президенте Шеварднадзе, возглавившем Грузию в 1992 году, Грузия присоединилась к программе «Партнёрство ради мира», направленной на расширение сотрудничества в области безопасности и обороны между НАТО и отдельными странами-партнёрами. В 1997 году Грузия ратифицировала Соглашение о статусе сил и с 1999 года направляет свои миротворческие подразделения в состав Сил для Косово (KFOR). С 2001 года на территории Грузии проводятся многонациональные военные учения в рамках программы «Партнёрство ради мира». В 2002 году Грузия заявила о своём стремлении стать членом НАТО и о намерении разработать Индивидуальный план действий партнёрства с НАТО (ИПАП). В 2003 году на саммите в Стамбуле лидеры стран НАТО, уделив особое внимание стратегически важным регионам — Кавказу и Центральной Азии, — приняли решение об учреждении должности специального представителя генерального секретаря НАТО по Кавказу и Центральной Азии.
Тяжёлая экономическая ситуация, низкий жизненный уровень, массовые и систематические нарушения прав человека, разгул коррупции и, как следствие, фальсификация результатов парламентских выборов 2 ноября 2003 года привели к так называемой революции роз, отставке Эдуарда Шеварднадзе и победе на президентских выборах 2004 года Михаила Саакашвили, установившего более тесные отношения с Западом. 
В 2004 году Грузия стала первой страной, согласовавшей Индивидуальный план действий партнёрства с НАТО (ИПАП). С 2004 года грузинские вооружённые силы начали сотрудничество с НАТО в рамках Международных сил содействия безопасности (ISAF) в Афганистане. В 2005 году НАТО и Грузия подписали соглашение о транзитном следовании, на основании которого страны НАТО и другие государства, выделившие воинские контингенты для ISAF, могут использовать территорию Грузии для доставки предметов материального снабжения своим войскам в Афганистане.

## Вопрос о членстве Грузии в НАТО

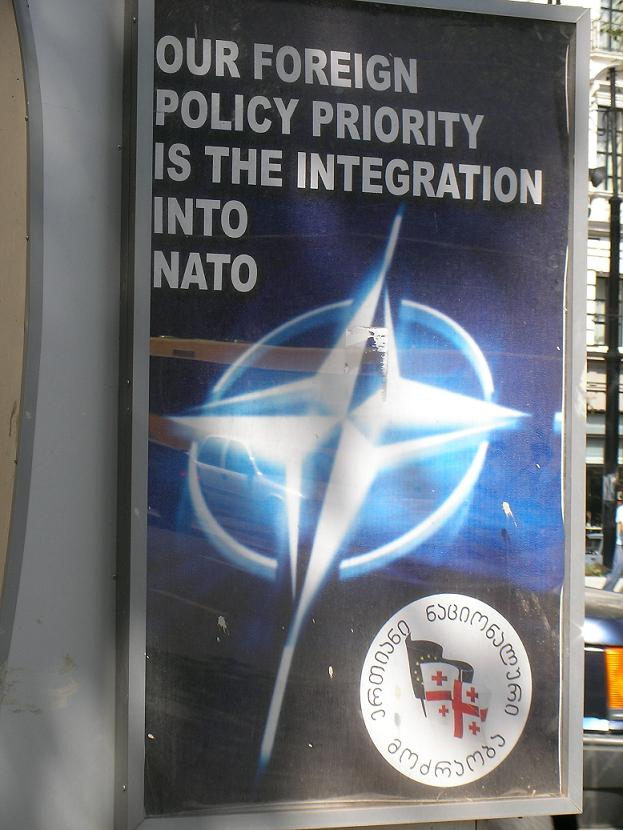
Плакат в центре Тбилиси (октябрь 2007 года)

Руководство Грузии рассматривает членство в НАТО как гарантию стабильности и безопасности в регионе. В 2006 году грузинский парламент проголосовал единогласно за интеграцию Грузии в НАТО. 5 января 2008 года Грузия одновременно с президентскими выборами провела референдум, по результатам которого за присоединение к НАТО высказались 77 процентов грузинских избирателей. В феврале президент Грузии Михаил Саакашвили направил письмо генеральному секретарю НАТО Яаапу де Хооп Схефферу, в котором была выражена готовность грузинской стороны присоединиться к Плану действий по подготовке к членству в НАТО (ПДПЧ). Именно ПДПЧ был одобрен саммитом НАТО в апреле 1999 года как формат взаимодействия НАТО и страны, стремящейся к членству в альянсе. ПДПЧ представляет собой список требований, который необходимо выполнить для того, чтобы впоследствии стать полноправным государством — членом альянса. Выполнение этих требований, однако, не гарантирует автоматического вступления страны в НАТО, являясь лишь очередной ступенью, приближающей её к возможному оформлению членства в альянсе.
США приложили значительные усилия, чтобы убедить своих союзников по НАТО в необходимости присоединения Грузии и Украины к ПДПЧ на Бухарестском саммите альянса в апреле 2008 года. Позиция США была поддержана прибалтийскими странами, Болгарией, Румынией, Польшей, Чехией, Словакией, Словенией, а также Канадой. В то же время резкое противодействие подключению Украины и Грузии к ПДПЧ оказали Германия и Франция, которых поддержали Италия, Нидерланды, Люксембург, Испания, Бельгия, Португалия.
Несмотря на то, что Грузия и Украина не получили официального приглашения стать участниками ПДПЧ, им дали понять, что дорога в НАТО для них расчищена и необходимо лишь немного подождать. Главы государств и правительств стран-членов НАТО заявили в Бухаресте, что Грузия и Украина станут членами НАТО, когда будут соответствовать предъявляемым требованиям к членству в этой организации. Это решение было подтверждено на последующих встречах в верхах — в 2009 году в Страсбурге и Келе и в 2010 году в Лиссабоне. НАТО и Грузия продолжают активный политический диалог и практическое сотрудничество в целях содействия Грузии в реализации её евроатлантических устремлений.
Россия, однако, рассматривает продвижение НАТО на Восток как угрозу своим стратегическим интересам в Европе. По итогам апрельского саммита НАТО (2008) глава Генштаба РФ генерал Юрий Балуевский заявил, что, если Грузия присоединится к НАТО, Россия будет вынуждена принять «военные и иные меры» для обеспечения своих интересов вблизи государственных границ.
Глава российского правительства Владимир Путин, со своей стороны, заявил о намерении «предметно поддержать» Абхазию и Южную Осетию, руководители которых обратились к нему с посланиями, выразив опасения по поводу принятого на саммите НАТО решения. Как было отмечено в заявлении российского МИД, «Россия своё отношение к курсу руководства Грузии на ускоренную атлантическую интеграцию доводила до сведения и грузинской стороны, и членов альянса. Любые попытки оказать политическое, экономическое, а тем более военное давление на Абхазию и Южную Осетию являются бесперспективными и контрпродуктивными».

## Война в Грузии (2008)

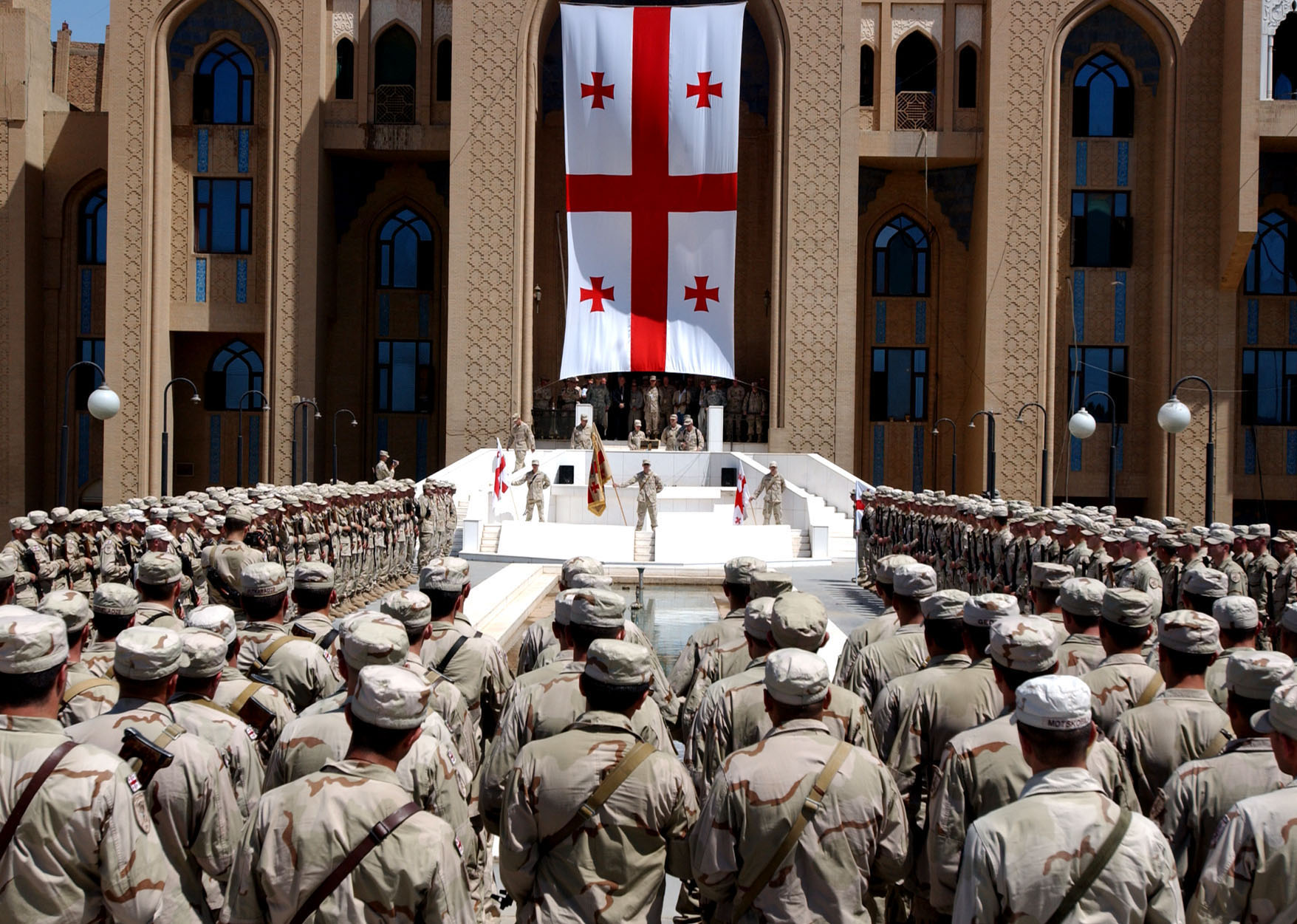
Грузия возвращает войска из Ирака

В августе 2008 года между Грузией, с одной стороны, и Южной Осетией и Абхазией, а также Россией, с другой стороны, произошла пятидневная война.
Война имела значительные геополитические, экономические и иные последствия. Россия официально признала Южную Осетию и Абхазию в качестве независимых государств, после чего Грузия разорвала дипломатические отношения с Россией и вышла из СНГ. 
Сразу же после начала конфликта генеральный секретарь НАТО Яап де Хооп Схеффер призвал противоборствующие стороны в зоне грузино-осетинского конфликта немедленно прекратить боевые действия и вернуться к мирным переговорам. В то же время он признал, что альянс не имеет мандата на то, чтобы «играть прямую роль на Кавказе».
Позднее Яап де Хооп Схеффер обвинил Россию в «нарушении территориальной целостности Грузии и применении „излишней военной силы“» в ходе конфликта в Южной Осетии. Он также призвал Россию и Грузию немедленно договориться о прекращении огня и восстановлении контроля Грузии над «её отделившимися республиками».

## Дальнейшие события
19 августа 2008 года на экстренном заседании Североатлантического совета министры иностранных дел стран НАТО призвали к мирному и устойчивому разрешению конфликта на основе соблюдения независимости, суверенности и территориальной целостности Грузии. Они высказали сожаление в связи с применением силы в конфликте, что противоречит обязательствам о мирном разрешении конфликтов, принятым как Грузией, так и Россией в рамках программы «Партнёрство ради мира» и прочих международных соглашений. Они выразили особую озабоченность в связи с несоразмерными военными действиями России, что несовместимо с её миротворческой ролью. Члены НАТО также призвали Россию принять незамедлительные меры по выводу её войск из районов, которые она должна покинуть в соответствии с условиями соглашения из шести пунктов, заключённого при посредничестве Европейского союза. В ответ на запрос Грузии члены НАТО согласились предоставить ей содействие в ряде областей. В частности, речь идет о помощи в определении размера ущерба, нанесённого гражданской инфраструктуре, и оценке состояния министерства обороны и вооружённых сил, содействии в восстановлении системы воздушного сообщения и выработке рекомендаций по вопросам кибербезопасности.
27 августа Совет НАТО на уровне послов, обсудив отношения НАТО с Россией и Грузией в связи с признанием Россией независимости Южной Осетии и Абхазии, осудил это решение и призвал его аннулировать, выразив полную поддержку принципу территориальной целостности Грузии. Совет НАТО, заявив, что решение России поставило под вопрос её приверженность миру и безопасности на Кавказе, призвал Россию, с целью обеспечения безопасности и стабильности Грузии, «уважать территориальную целостность Грузии и выполнить свои обязательства в рамках соглашения из шести пунктов, подписанного президентами Саакашвили и Медведевым».
В начале сентября в Тбилиси прибыла группа экспертов НАТО для оценки ущерба, причинённого грузинской военной инфраструктуре в ходе конфликта. 15-16 сентября в Тбилиси состоялось выездное заседание совета НАТО на уровне послов. Участники заседания обсудили продолжение сотрудничества между Грузией и НАТО в рамках программы «Интенсивное партнёрство».
15 сентября 2008 года была учреждена Комиссия НАТО-Грузия (КНГ), призванная руководить оказанием помощи Грузии в восстановлении её военной инфраструктуры, а также содействием в продвижении Грузии к членству в НАТО, начало которому было положено на встрече НАТО в верхах в Бухаресте. В октябре 2010 года в Грузии было открыто Бюро по связи и взаимодействию НАТО.
Важным направлением сотрудничества является участие Грузии в операциях под руководством НАТО — в частности, Грузия внесла свой вклад в действия Международных сил содействия безопасности (ISAF) в Афганистане, а в 2010 году оказывала поддержку при проведении в Средиземном море контртеррористической операции НАТО «Active Endeavor» по наблюдению за морским районом.
С 2009 года осуществляются Ежегодные национальные программы (ANP), в рамках которых реализуются реформы, способствующие максимальному приближению Грузии к стандартам альянса.
С 2011 года на территории Грузии проводятся ежегодные учения вооружённых сил Грузии и стран НАТО «Agile Spirit».
В 2014 году Грузия дала согласие на размещение в Крцаниси, пригороде Тбилиси, «Совместного центра тренировок и оценки НАТО-Грузия» (JTEC). На базе этого центра, открывшегося в 2015 году, ежегодно проводятся командно-штабные учения Грузии и НАТО «Noble Partner».
В 2014 году после присоединения Грузии к Силам быстрого реагирования НАТО была сформирована грузинская рота сил быстрого реагирования для участия в миротворческой операции НАТО в Афганистане.
На саммите НАТО в Уэльсе в сентябре 2014 года был утверждён «Существенный пакет сотрудничества НАТО—Грузия» (SNGP) — пакет мер, содействующих Грузии в её стремлении к членству в альянсе. На основе решений саммита была сформирована многонациональная совместная бригада НАТО—Грузия.
24 ноября 2014 года генеральный секретарь НАТО Йенс Столтенберг заявил, что НАТО полностью поддерживает суверенитет и территориальную целостность Грузии в рамках её международно признанных границ: «Поэтому мы не признаём так называемый договор о союзничестве и стратегическом партнёрстве, подписанный между грузинским регионом Абхазия и Россией».
18 марта 2015 года генеральный секретарь НАТО Столтенберг заявил, что НАТО не признаёт договор о союзничестве и интеграции, подписанный между Южной Осетией и Россией: «Этот так называемый договор является ещё одним шагом Российской Федерации, затрудняющим усилия международного сообщества по укреплению безопасности и стабильности в регионе. Он нарушает суверенитет и территориальную целостность Грузии и вопиющим образом противоречит принципам международного права, принципам ОБСЕ и международным обязательствам России. Он не способствует мирному и долгосрочному урегулированию ситуации в Грузии. Южная Осетия и Абхазия являются неотъемлемыми частями Грузии. НАТО полностью поддерживает суверенитет и территориальную целостность Грузии в её международно признанных границах. Мы продолжаем призывать Россию отменить признание грузинских регионов — Южной Осетии и Абхазии — в качестве независимых государств и вывести свои войска из Грузии».
С начала 2016 года НАТО предпринимает шаги к усилению своего военного присутствия в Черноморском регионе, выдвигая в качестве основания размещение Россией дополнительных войск и вооружений в Крыму.
12 июля 2018 года в Брюсселе в рамках саммита НАТО состоялось заседание в формате Украина—Грузия—НАТО (NATO Engages), в котором приняли участие президенты Пётр Порошенко и Георгий Маргвелашвили. Как следовало из их совместного выступления, стремиться в НАТО Украину и Грузию страны заставляют действия России. В декларации саммита было отмечено, что Грузия «располагает всеми практическими инструментами для подготовки к будущему членству», а Йенс Столтенберг заверил, что «Грузия станет членом НАТО». Как отмечают эксперты, Грузия рассматривается НАТО в качестве «аспиранта» (государства, заявившего о заинтересованности в присоединении к НАТО) — это предпоследний этап процесса интеграции в НАТО. Следующий этап — План действий по членству в НАТО (ПДЧ).
В ноябре 2018 года была достигнута договорённость о строительстве Грузией и США на базе аэродрома Вазиани крупного военного логистического центра НАТО. После модернизации взлётно-посадочная полоса сможет принимать самые крупные американские самолёты. Центр в Вазиани станет третьим объектом НАТО в Грузии. Первым был центр подготовки горных стрелков в Сачхере, вторым — учебно-тренировочный центр в Крцаниси.
Как заявил 4 апреля 2019 года генеральный секретарь альянса Йенс Столтенберг, страны НАТО на совещании министров договорились о принятии пакета мер по поддержке Украины и Грузии. Речь идёт о совместных учениях, обмене информацией и визитах кораблей НАТО в украинские и грузинские порты. Заместитель министра иностранных дел РФ Александр Грушко по этому поводу заявил: «Любые натовские усиления в регионе Чёрного моря бессмысленны с военной точки зрения. Они не укрепят безопасность ни региона, ни НАТО, только будут сопряжены с дополнительными военными рисками… Если потребуются с нашей стороны дополнительные военно-технические меры, мы их примем».
В декабре 2020 года укрепление безопасности в Черноморском регионе стало одной из центральных тем встречи министров иностранных дел стран НАТО, на которую в режиме видеоконференции были приглашены главы МИД Украины и Грузии Дмитрий Кулеба и Давид Залкалиани. Генсек НАТО Йенс Столтенберг дал понять, что присутствие контингента НАТО в регионе будет усиливаться. О том, что альянсу необходимо и дальше укреплять партнёрство с Киевом и Тбилиси, говорится и в докладе экспертов о реформировании альянса «НАТО-2030». В документе отмечено, что «дверь в альянс должна оставаться открытой для всех европейских демократий, которые стремятся присоединиться к структурам НАТО», и уточняется, что «НАТО должно стремиться к расширению и укреплению партнёрства с Украиной и Грузией — уязвимыми демократиями, которые стремятся к членству и находятся под постоянным внешним и внутренним давлением России».
По итогам заседания Йенс Столтенберг сообщил, что у альянса есть «чёткий посыл» Грузии, который заключается в том, что НАТО демонстрирует Тбилиси «сильную политическую поддержку». 29 сентября 2020 года на встрече с грузинским премьером Георгием Гахарией в Брюсселе в речи Йенса Столтенберга прозвучало следующее: «Ранее в этом году союзники согласились дополнительно усилить наше партнёрство, включая взаимное предоставление большего количества радиолокационных данных, сотрудничество для противодействия гибридным угрозам, а также проведение совместных учений на Чёрном море». На сайте НАТО в разделе, который описывает отношения с Грузией, в октябре 2020 года появилось дополнительное упоминание о том, что страна уже ведёт подготовку к членству «через разработку и успешную имплементацию годовых национальных программ».

## Отношение населения Грузии к вступлению страны в НАТО
В 2008 году в Грузии был проведен референдум, на котором был задан вопрос «Поддерживаете ли вы вступление Грузии в Организацию североатлантического договора (НАТО)?». В этом референдуме участвовали 1 982 318 человек, из которых около 77 % граждан проголосовали за вступление в НАТО.